# Луцій Геллій Поплікола (консул 72 року до н. е.)
Луцій Геллій Поплікола (136 — 53 роки до н. е.) — політичний та військовий діяч Римської республіки, консул 72 року до н. е., цензор 70 року до н. е., відомий красномовець.

## Життєпис
Походив із заможної родини Гелліїв. Син Луція Геллія.
У 120 році до н. е. служив контуберналом консула Гая Папірія Карбона. У 96 році до н. е. обіймав посаду еділа. У 94 році до н. е. став претором у справах іноземців. Після претури — у 93 році до н. е. — обіймав посаду проконсула провінції Азії. Під час цього, проїжджаючи через Афіни, скликав філософів й запропонував їм досягти згоди.
У 89 році до н. е. під час Союзницької війни служив у штабі Гнея Помпея Страбона на посаді легата. У 74 році до н. е. виступав як повірений Марка Октавія Лігура у суперечці про спадщину Гая Сульпіція Олімпа перед міським претором Верресом.
У 72 році до н. е. був обраний консулом разом з Гнеєм Корнелієм Клодіаном. Спільно з колегою провів закон про підтвердження права громадянства, надані Помпеєм в Іспанії. Згодом вніс до сенату постанову, що забороняла проводити у провінціях кримінальні суди за відсутності обвинуваченого. Вів військові дії проти Спартака. Спільно з претором Квінтом Арріем здобув перемогу над силами Крікса біля гори Гаргано, але потім був розбитий: спочатку окремо, переслідуючи Спартака, потім спільно з колегою, у Піцене. Після цього сенат позбавив Попліколу імперія та відкликав до Риму.
У 70 році до н. е. його обрано цензором разом із Гнеєм Корнелієм Клодіаном. Цензори суворо переглянули списки сенату, виключивши 64 сенатори. У ході перепису нарахували 910 000 громадян (Liv. Per. 98).
У 67 році до н. е. призначений легатом Гнея Помпея у війні з піратами. У цей період відповідав за італійське узбережжі Тірренського моря, а також відповідав за доправляння зерна із Сицилії та Африки до Риму. Залишався на цій посаді до 63 року до н. е. (в цей час вже був принцепсом сенату), коли катілінарії здійснили спробу викликати заколот на його флоті. Згодом давав свідчення в суді про ці події. На засіданні 5 грудня 63 року до н. е. висловився за страту катілінарієв. Після придушення змови Катіліни запропонував нагородити Цицерона цивільним вінком за порятунок держави.
У 59 році до н. е. виступав проти аграрного закону Гая Цезаря, але наприкінці 57 року до н. е. вже був проти скасування цього закону.

## Родина
1. Полла
Діти:
- Геллія
- Луцій Геллій Поплікола
- Гней Геллій Поплікола

2. Дружина (ім'я невідоме)